# El Torno (Cáceres)

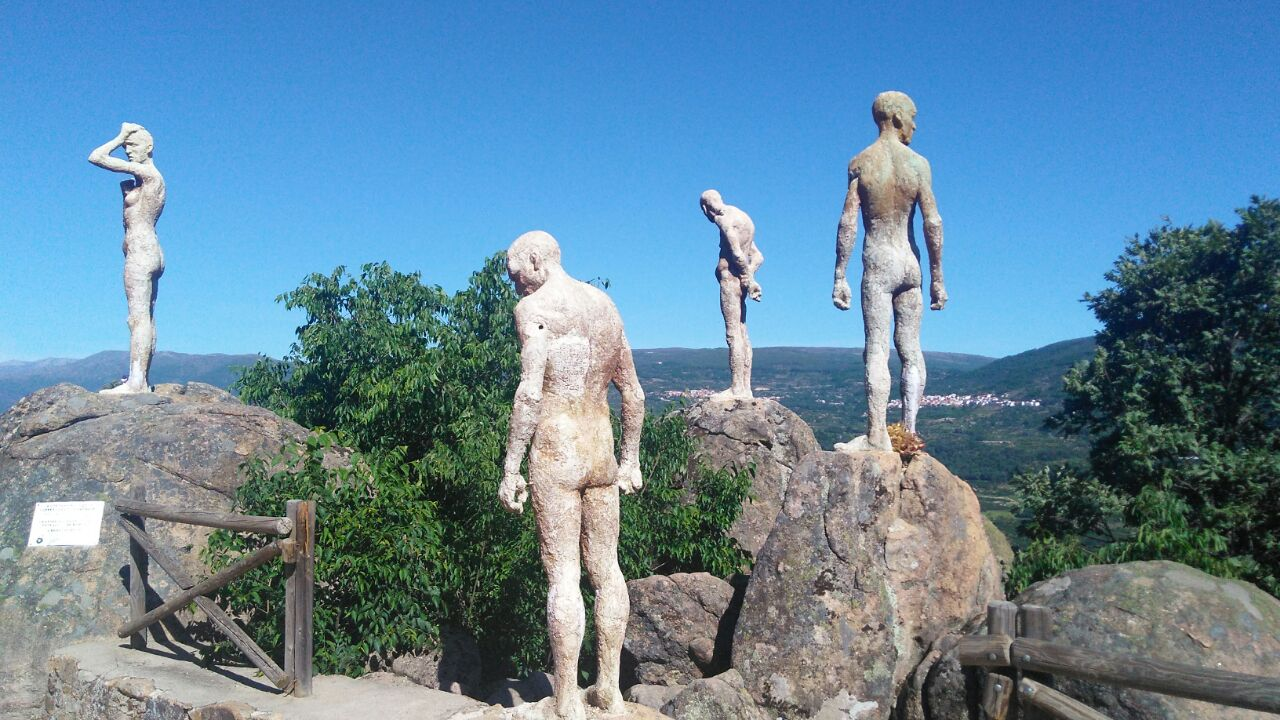
Denkmal zur Erinnerung an den Spanischen Bürgerkrieg (Mirador de la Memoria)

El Torno ist ein Bergort und eine Gemeinde (municipio) mit 833 Einwohnern (Stand: 2024) im Nordosten der Provinz Cáceres in der autonomen Region Extremadura im Südwesten Spaniens.

## Lage und Klima
Der ca. 770 m hoch gelegene Ort El Torno liegt ca. 2 km oberhalb der Talsohle des Jerte-Tals in den Südhängen des Iberischen Gebirges. Die Entfernung nach Plasencia beträgt etwa 22 km (Fahrtstrecke) in südwestlicher Richtung; die Städte Salamanca und Avila sind jeweils etwa 130 km in Richtung Norden bzw. Nordosten entfernt. Das Klima im Sommer ist meist warm, im Winter und in kalten Nächten kann die Temperatur jedoch auch auf Minusgrade fallen; Regen fällt mehr als genug (ca. 1200 mm/Jahr).

## Bevölkerungsentwicklung
| Jahr      | 1857 | 1900 | 1950 | 2000 | 2021 |
| Einwohner | 1077 | 1209 | 1846 | 941  | 843  |

Aufgrund der zunehmenden Mechanisierung der Landwirtschaft und der Aufgabe bäuerlicher Kleinbetriebe („Höfesterben“) ist die Einwohnerzahl seit der zweiten Hälfte des 20. Jahrhunderts deutlich gefallen.

## Wirtschaft
Basis der Wirtschaft des Ortes war und ist die Landwirtschaft und hier vor allem die Kultivierung von Obstbäumen – die Kirschen aus dem Valle del Jerte sind in ganz Spanien bekannt; auch die Weidewirtschaft (Rinder, Schafe und Ziegen) spielt eine nicht unbedeutende Rolle. Der Tourismus hat seit den 1970er Jahren eine zunehmende Bedeutung erlangt.

## Geschichte
Prähistorische, keltische, römische, westgotische und maurische Spuren sind nachgewiesen worden; es scheint jedoch, dass die Geschichte von El Torno mit der Wiederbesiedlung (repoblación) durch Christen aus dem Norden der Iberischen Halbinsel nach Rückeroberung (reconquista) und der Vertreibung der Mauren im ausgehenden 12. Jahrhundert begann. Unter den Neusiedlern waren auch Juden, die sich jedoch als Folge des Alhambra-Edikts von 1492 zum Christentum bekennen oder auswandern mussten. In der Zeit der Napoleonischen Kriege auf der Iberischen Halbinsel (1807–1814) wurde der Ort teilweise zerstört.

## Sehenswürdigkeiten
- Die Iglesia de Nuestra Señora de la Piedad ist ein eher schlichter, aber zumindest in Teilen aus exakt behauenen Steinen errichteter Bau des 16. Jahrhunderts mit seitlichem Glockenturm (campanario). Das Kirchenschiff mitsamt der Apsis wird von einer Holzdecke überspannt; in der Apsis steht ein vergoldeter Barockaltar.

Umgebung
- In der Umgebung gibt es mehrere Naturstein-Schutzhütten (chozos) für Schäfer.
- Auf einem Aussichtspunkt ca. 2 km südlich des Ortes befindet sich ein Denkmal zur Erinnerung an den Spanischen Bürgerkrieg (Mirador de la Memoria). Die vier lebensgroßen, auf getrennten Felsen stehenden nackten Figuren (drei Männer und eine Frau) mit unterschiedlichen Standpositionen und Blickrichtungen wurden im Jahr 2009 vom Künstler Francisco Cedenilla Carrasco geschaffen. Bereits wenige Tage nach der Einweihung wurde auf das Denkmal geschossen.[4]